# Gérard Calvet (abbé)
Pour les articles homonymes, voir Gérard Calvet et Calvet.
Gérard Calvet, né le 18 novembre 1927 à Bordeaux et mort le 28 février 2008 à Carpentras, plus communément appelé Dom Gérard, est un moine bénédictin français, fondateur et premier abbé de l'abbaye Sainte-Madeleine du Barroux.

## Biographie
Gérard Calvet naît le 18 novembre 1927 à Bordeaux dans une famille réputée du négoce de vin. Il commence ses études chez les jésuites et entre en 1940 à l'annexe[Laquelle ?] de l'École des Roches, à Maslacq[réf. nécessaire].
Il y restera jusqu'en 1947, sept années durant lesquelles il reçoit l'enseignement d'André Charlier, directeur de l'école. Durant cette période, André Charlier a eu une influence décisive sur sa vocation spirituelle, ainsi résumée par Dom Gérard lui-même dans sa première homélie prononcée au soir de sa bénédiction abbatiale le 2 juillet 1989 lors de la cérémonie de prise d'habit du Père Henri Lapèze-Charlier, « petit-fils, disait-il, de celui à qui, personnellement, je dois tout, sauf le jour, qui a été mon père spirituel et mon maître : André Charlier. »
En 1949, il fait son service militaire dans les Spahis au Maroc.
En 1950 il entre au monastère de Madiran, qui est transféré peu de temps après à l'abbaye Notre-Dame de Tournay, où il prononce ses premiers vœux le 4 février 1951. Le 13 mai 1956, il y est ordonné prêtre.
Le 24 août 1970, souhaitant conserver le rite tridentin et la vie monastique traditionnelle, il quitte son monastère avec l'accord de son père abbé, et s'installe comme ermite. D'abord installé dans les Alpes, il rejoint la chapelle de la Madeleine, à Bédoin. Il est très vite rejoint par plusieurs postulants si bien qu'en 1971, la communauté compte onze membres et reçoit l'approbation de la Congrégation pour les Religieux et les Instituts séculiers. En 1974, son supérieur rompt ses liens avec lui à cause des ordinations effectuées par l'évêque traditionaliste Marcel Lefebvre à Bédoin.

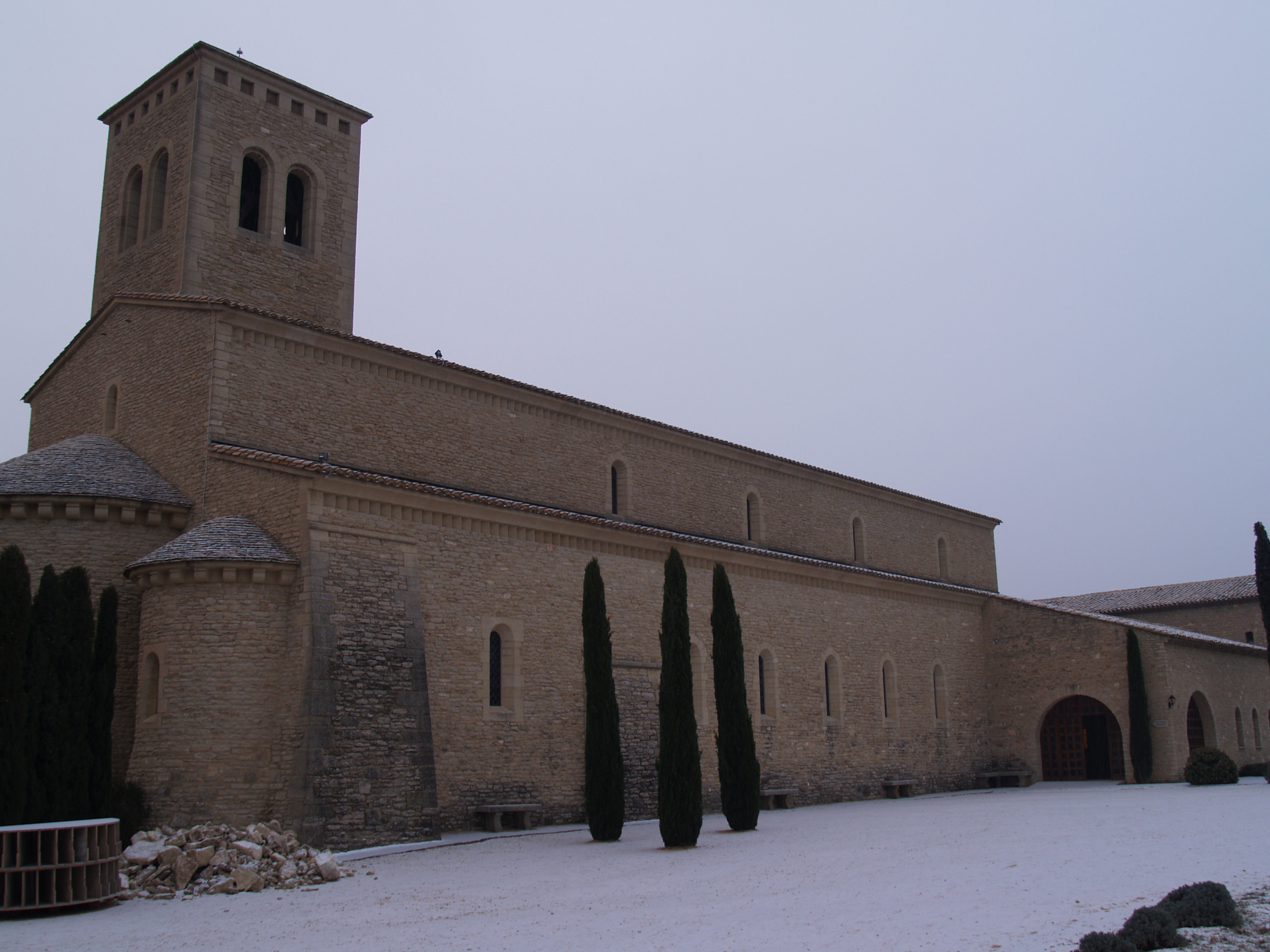
L'abbaye Sainte-Madeleine du Barroux.

La communauté continuant à s'agrandir, elle acquiert le 20 septembre 1978 un terrain de trente hectares au Barroux. Dom Gérard sillonne alors la France pour récolter des dons. Le 21 mars 1980, la première pierre du nouveau monastère est posée. C'est également dans les années 1980 que Dom Gérard demande à Sœur Élisabeth de La Londe de fonder une nouvelle communauté féminine à proximité du monastère en construction qui donnera naissance à l'abbaye Notre-Dame-de-l'Annonciation du Barroux. 
En 1980, il devient l'un des protecteurs du Centre Henri-et-André-Charlier, avec le dessinateur Albert Gérard et l'écrivain Jean Madiran. Dans cette perspective, il participe trois ans plus tard à la fondation du pèlerinage de Chrétienté. 
En 1988, les relations se tendent puis se rompent avec Marcel Lefebvre après le sacre de quatre évêques effectué par celui-ci contre la volonté du pape. La communauté accepte alors, sans aucune contrepartie, la reconnaissance canonique offerte par le Saint-Siège. En 1989, le monastère est érigé en abbaye, et Gérard Calvet en est nommé le premier abbé par le Saint-Siège. Il se voit conférer la bénédiction abbatiale par le cardinal Mayer le 2 juillet. Le 24 octobre 1994, il participe à un commando anti-IVG devant le bloc opératoire de l'hôpital de Grenoble, puis revendique son militantisme lors de sa comparution devant la chambre correctionnelle du tribunal de grande instance de Grenoble, en se référant « à la loi de Dieu qui transcende toutes les lois ».
De 1976 à 1996, il collabore à la revue catholique traditionaliste Itinéraires de Jean Madiran dont il a été l'élève à Maslacq. Ses articles sont signés « Benedictus » puis « Dom Gérard ».
En novembre 2003, il démissionne de sa charge de père abbé pour raison de santé. Le 27 février 2008, en revenant du prieuré Sainte-Marie de la Garde (diocèse d'Agen), il est hospitalisé d'urgence après un accident vasculaire cérébral, lequel survient juste après qu'il a dit Pater Noster. Il décède vingt heures plus tard à l'hôpital de Carpentras, le 28 février 2008. Il est enterré dans le sanctuaire de l'abbatiale, derrière l'autel, le 3 mars.

## Hommages
Par l'intermédiaire de Camille Perl, présent aux obsèques de Dom Gérard, célébrées le 4 mars 2008, le pape Benoît XVI rend grâce « pour l'attention de Dom Gérard à la beauté de la liturgie latine, appelée à être toujours davantage source de communion et d'unité dans l'Église ». En outre, le 13 septembre suivant, lors de la messe célébrée par Benoît XVI aux Invalides, à l'occasion de sa visite pastorale en France, le pape revêt la chasuble que Dom Gérard portait dans les grandes occasions. Pour L'Homme nouveau, ce sont des « signe[s] évident[s] [...] lancé[s] en direction de ceux qui, en France, sont rétifs au motu proprio Summorum Pontificum »
Le 24 juin 2018, à l'occasion du dixième anniversaire de la mort de Dom Gérard, un hommage lui est rendu lors de l'évènement littéraire « Lire dans les vignes », qui se tient chaque année au château Picque-Caillou, propriété de son neveu, Paulin Calvet.

## Ouvrages
- L'Église face aux nations, Castres, Cahiers du présent, 1979.
- La Sainte Liturgie, sous le pseudonyme d'« un moine bénédictin », Le Barroux, éd. Sainte-Madeleine, 1982,  (ISBN 978-2906972018)
- Une règle de vie, sous le pseudonyme d'« un moine bénédictin », Le Barroux, éd. Sainte-Madeleine,  (ISBN 978-2906972148)
- Le Chant des psaumes, sous le pseudonyme d'« un moine bénédictin », Le Barroux, éd. Sainte-Madeleine, 2004,  (ISBN 2-906972-44-4)
- Demain la Chrétienté, préface de Gustave Thibon, postface de Bernard Antony, Le Barroux, éd. Sainte-Madeleine, 2005  (ISBN 978-2906972476)
- Quatre bienfaits de la liturgie, sous le pseudonyme d'« un moine bénédictin », Le Barroux, éd. Sainte-Madeleine, 2005,  (ISBN 978-2906972162)
- Catéchisme des Anges, Le Barroux, éd. Sainte-Madeleine, 2007,  (ISBN 978-2906972599)
- 50 livres, les classiques de Dom Gérard, Le Barroux, éd. Sainte-Madeleine, 2010  (ISBN 978-2-906972-71-1)